# Nessuna via d'uscita (romanzo)
Nessuna via d'uscita (titolo originale Like Love), uscito nel 1962, è il sedicesimo romanzo di Ed McBain della serie dedicata alle storie dell'87º Distretto, un distretto di polizia di Isola, immaginaria metropoli statunitense. Il romanzo è stato pubblicato più volte in Italia, sia nella collana Il Giallo Mondadori n.842 del 1965, sia negli Oscar Mondadori. È il numero 332 della serie I Classici del Giallo Mondadori.

## Trama
Cotton e Meyer, due agenti dell'87º distretto, si trovano a dover convincere una giovane ragazza a non buttarsi dal 12º piano, falliscono nel loro intento e la ragazza si getta nel vuoto. Dopo qualche giorno vengono chiamati a investigare su un caso di suicidio. Due giovani si erano uccisi con una fuga di gas. Tutto faceva credere ad un suicidio, ma le indagini dimostrano un'incongruenza tra il gesto dei due giovani e ciò che era noto a chi li conosceva.

## Edizioni
- Ed McBain, Nessuna via d'uscita, collana Il Giallo Mondadori n.842, Arnoldo Mondadori Editore, 1964  [1962],  p. 174.